# Советско-польский обмен участками территорий (1951)

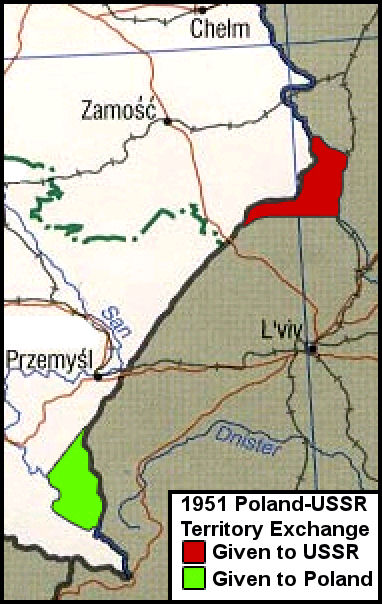

Польско-Советский обмен участками территорий 1951 года — крупнейший мирный обмен территориями в истории Польши и одно из крупнейших изменений границ в послевоенной истории Европы и Советского Союза. В соответствии с договором, составленным в Москве 15 февраля 1951 года, Польская Республика и Союз Советских Социалистических Республик обменялись участками государственных территорий площадью по 480 км².

## Предмет обмена
Согласно советской пропаганде с инициативой по обмену участками территорий выступило Правительство Польской Республики. Целью Польши было получение нефтепромыслов Нижне-Устрицкого района, в обмен на которые Советский Союз получал «удобное железнодорожное сообщение».
Существует мнение, что неофициальным инициатором был Советский Союз, игравший ведущую роль в принятии большинства решений правительств социалистических стран, который в результате обмена получал перспективный Львовско-Волынский каменноугольный бассейн.
Договор основывался «на принципе взаимного обмена километр на километр», в результате которого Польша получала участок в Дрогобычской области общей площадью в 480 км², передавая Советскому Союзу равный по размеру участок в Люблинском воеводстве. Расположенная на этих территориях недвижимая собственность передавалась безвозмездно и в исправном состоянии, а её стоимость компенсации не подлежала. Каждая сторона могла вывозить своё движимое имущество, резервное и неустановленное оборудование. Предоставлялось право переноса своих пограничных сооружений и оборудования.
Население, проживающее на передаваемых участках, должно было оставаться в границах собственного государства, которое самостоятельно решало вопрос о его переселении.
Передача участков и отселение населения планировалось произвести в течение 6 месяцев после вступления договора в силу.
Для решения вопросов, связанных с передачей имущества, была создана смешанная польско-советская комиссия уполномоченных в составе:
- Старшие уполномоченные по приёму и передаче имущества на обмениваемых участках:
  - от СССР — Тищенко М. И.
  - от Польши — Конопка В. А.
- Уполномоченные по приёму и передаче имущества на участке, переданном СССР Польше:
  - от СССР — Теньковский М. Г.
  - от Польши — Новак С. И.
- Уполномоченные по приёму и передаче имущества на участке, переданном Польшей СССР:
  - от СССР — Сирош И. Л.
  - от Польши — Поль Л. В.

### Территория, перешедшая от СССР к Польше

Участок, перешедший к Польше

Переданная Польше территория издавна относилась к этническим землям бойков. Одним из условий обмена было выселение местного населения. Депортации подверглись жители города Нижние-Устрики — административного центра района, сёл Чорне, Поляна, Панищев, Бандров, Скородне, Устяново, Береги, Шевченково (Лютовиска), Ривня, Телешница (Санная и Ошарова), Лодыно, Ясень, Гошив, Стервяжик, Гошивчик, Дашивка, Мочары, Лобозев, Смильник, Хревть, Рябе, Соколова Воля, Вильховец, Хмиль, Соколе, Кривка, Ялове, Желобок, Середне (Малое), Выдрине, Россолино, Росохате, Дверничек и нескольких хуторов Нижне-Устрицкого района, сёл Коростенко, Лискувате и Стебник Хыровского района, сёл Михновец, Липье и Быстре Стрелковского района. Также были депортированы жители сёл Журавин Нижне-Устрицкого района и Наново Хыровского, которые попадали в приграничную полосу.
Семьи колхозников перечисленных населённых пунктов были отправлены в колхозы Первомайского, Берёзовского, Цебриковского, Раздельнянского, Кривоозёрского, Троицкого и Врадиевского районов Одесской области, Андреевского, Тельмановского, Краснолиманского, Волновахского, Будёновского и Александровского районов Сталинской области, Нововоронцовского и Бериславского районов Херсонской области, Октябрьского, Варваровского, Снегирёвского и Баштанского районов Николаевской области.
Семьи рабочих и служащих, которые представляли незначительную часть населения, были переведены на другие предприятия, большей частью Дрогобычской области. Это были, в основном, работники нефтедобывающих отраслей, железнодорожники и служащие социальной сферы.
Из 48 тысяч гектаров территории 20,5 тысяч составляли пахотные земли, 15,5 — леса, 9 — сады и 1,7 — пастбища.
В числе недвижимости Польше были переданы:
- нефтепромысел[5] с дебитом в 85 тонн нефти в сутки;
- недействующий нефтеперегонный завод, на территории которого работал деревообрабатывающий завод;
- две электростанции (на 55 кВТ и 345 кВт);
- механическая мастерская (с кузницей, сварочным и слесарным цехами);
- лесопильный завод;
- контора связи, телефонная станция и радиоузел в Нижних Устриках;
- 42 школы, 15 клубов, дом культуры, кинотеатр;
- 5 больниц;
- 7667 административных, хозяйственных и жилых зданий;
- железнодорожные станции Устрики Дольные и Кросценко (в Коростенко) и 17 км железных дорог широкой колеи;
- 76 км шоссейных дорог.

### Территория, перешедшая от Польши к СССР

Участок, перешедший к СССР

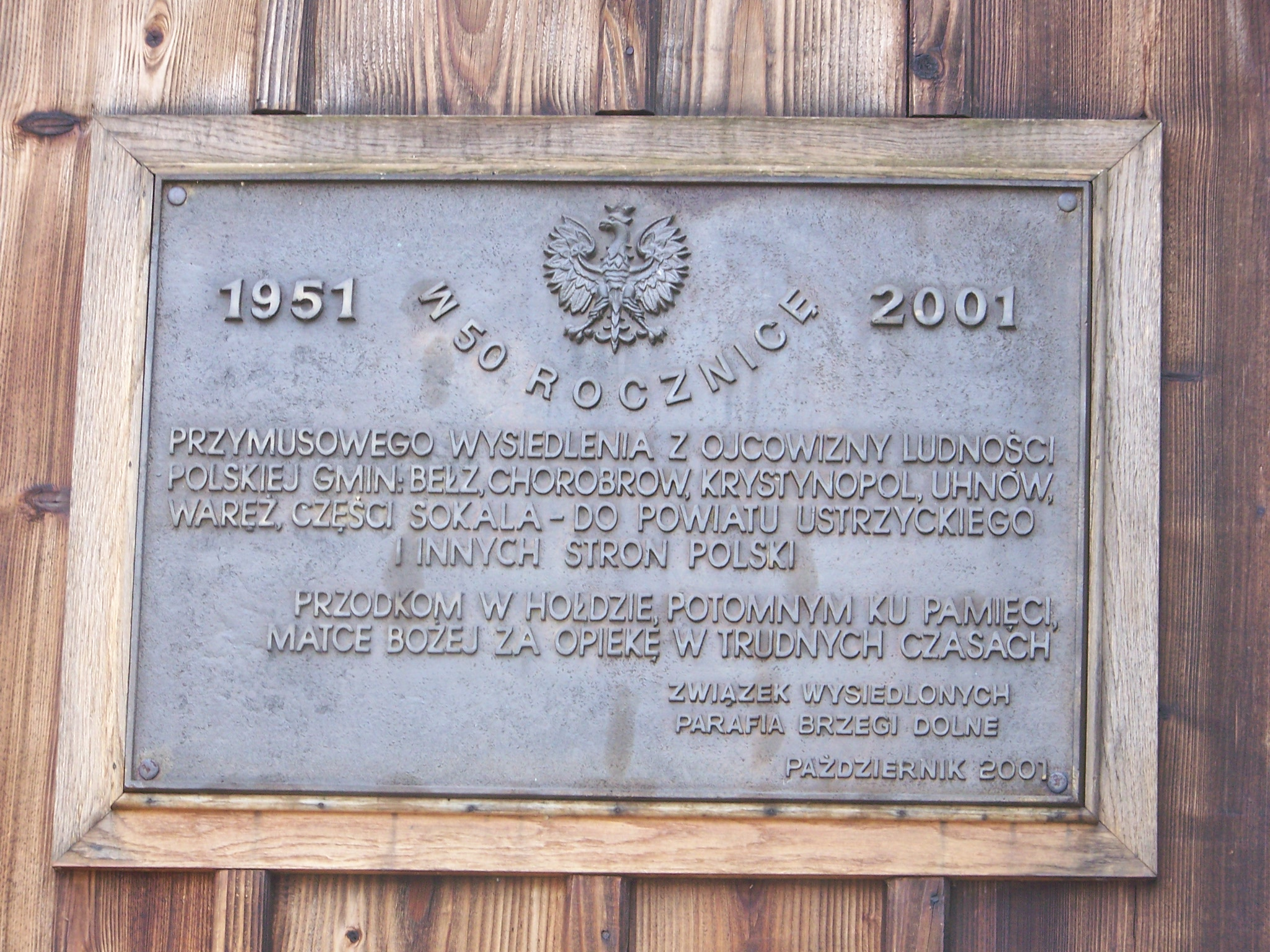
Мемориальная доска, установленная к 50-летию принудительного выселения поляков

СССР получил «участок территории в Люблинском воеводстве в треугольнике между реками Буг, Солокия и Хучва, к югу от Хрубешова и к востоку от Томашова Любленского».
На территории участка находились населённые пункты Варяж, Белз, Кристинополь, Угнув, Безеёв, Боратын, Бояничи, Вербяж (Вербовое), Войславичи, Ворохта, Городловичи, Добрячин, Жабче-Муроване (Мурованое), Жужеляны, Заболотье, Забужье, Завишень, Конотопы, Корков, Корчев, Корчмин, Лешков, Любов (Лубновка), Мошков, Мяновице (Ниновичи), Опильско, Остров, Песочное, Поддубное, Пшемыслов (Перемысловцы), Русин, Савчин, Себечев, Стаевка, Теляж, Тудорковичи, Тушков, Угринов, Ульвовек, Хатовице, Хоробров, Цеблов, Шмитков.
На территориях четырёх гмин (Кристинополь (ныне — Шептицкий), Белз, Хоробрув (Хоробров) и Ухнув), которые полностью перешли к СССР и трёх гмин (Варенж/Варяж, Долгобычев и Тарношин), которые перешли частично, проживало 14 тысяч человек. Население этой территории было выселено вглубь Польши, а также на территорию передаваемого Польше участка Дрогобычской области.
Из 48 тысяч гектаров территории 33 тысячи составляли пахотные земли, 9,5 тысяч — луга, 3,3 тысячи — леса и сады.
В числе недвижимости Советскому Союзу были переданы:
- железнодорожные станции Угнев, Белз, Кристинополь и Сокаль, погрузочные пункты Корчев, Остров и Ульвувек и 65 км железнодорожного полотна;
- электросеть высокого напряжения протяжённостью 44 км;
- 10 действующих мелких предприятий, в числе которых:
  - спиртзавод в селе Лопаювка, производительностью 80 декалитров спирта в сутки;
  - элеватор на железнодорожной станции Сокаль
  - два действующих кирпичных завода (в селе Пшемыслов и в госхозе Жджаринки) производительностью до 1 млн штук кирпича в год каждый;
- почтовое отделение в городе Белзе и мелкие коммутаторы в шести населённых пунктах;
- 78 км шоссейных дорог с покрытием;
- 18 школьных зданий, 18 читален и клуб в городе Белз;
- одно больничное здание и одна амбулатория;
- более 9 195 жилых, административных и хозяйственных строений, из которых 8 215 оставленных отселённым населением.

## Последовательность событий
15 февраля 1951 года в Москве заключён «Договор между Союзом Советских Социалистических Республик и Польской Республикой от 15 февраля 1951 г. об обмене участками государственных территорий».
26 мая договор ратифицирован коммунистическим Сеймом Польши, 28 мая — президентом Польши Болеславом Берутом, 31 мая — Верховным Советом СССР.
5 июня в Варшаве произошёл обмен ратификационными грамотами.
В соответствии со ст. 3 договора была образована смешанная комиссия и были начаты работы по демаркации границы.
23-25 июня на заседании уполномоченных советской и польской сторонами были утверждены инструкции по передаче и приёму имущества на обмениваемых между СССР и Польшей участках территорий.
9 июля были начаты работы по передаче и приёму имущества на обмениваемых участках территорий.
Работы по отселению населения c передаваемого участка Дрогобычской области были закончены к 15 октября.
Работы по подготовке к передаче нефтепромысла были закончены к 19 октября.
20 октября были составлены акты по передаче недвижимого имущества, были переданы участки и подписаны акты.
25 октября был произведён отвод погранвойск на новую границу.
К 26 октября с бывшей советской территории было отселено 7 167 семей из 32 066 человек: колхозников 5 995, рабочих и служащих 1 172.
В южные области направлено 5 810 колхозных семей, в которых трудоспособных 14 648 человек.
Работа комиссии была завершена к 10 ноября 1951 г.
16 ноября было открыто железнодорожное пассажирское движение (после изменения ширины колеи) Львов — Рава-Русская — Угнев — Белз — Кристинополь — Сокаль. Было начато автобусное сообщение Львов — Белз. Был восстановлен мост через р. Солокия г. Белз. Было закончено строительство половины моста через р. Западный Буг у г. Сокаль и установлен проезд; велось строительство второй половины моста. Была установлена прямая телефонная и телеграфная связь со Львовом, установлен временный радиоузел, началось радиовещание. Эти работы были выполнены досрочно.
17 ноября во Львове был подписан заключительный договор.